# Roland Marcenaro
Roland William Marcenaro Nieves (Montevideo, 9 de octubre de 1963) es un exfutbolista y director técnico uruguayo de Metropolitanos Fútbol Club de la Primera División de Venezuela, es hermano del futbolista Nelson Marcenaro (1952 - 2021).

## Biografía
Nació en Montevideo en 1963. Era hermano del futbolista Nelson Marcenaro (1952 - 2021) y sobrino del preparador físico y director técnico Óscar Marcenaro, quien dirigió a la selección uruguaya en el Campeonato Sudamericano 1949 en Brasil.
Sus inicios en el baby fútbol fueron con menos de seis años en el Juventud Victoria. A los 13 se integró a las divisiones inferiores del Club Atlético Cerro donde tuvo como director técnico a William Martínez. En 1979 pasó a Peñarol, al año siguiente debutó en la quinta división y con 17 años en el primer equipo, como delantero. Con Peñarol ganó los campeonatos uruguayos de 1981 y 1982.
De la tercera división de Peñarol, pasó a River Plate en 1984 y logró el campeonato de la Segunda División y el ascenso a Primera, con la dirección de Roque Gastón Maspoli.
En 1985 jugó en el San Luis de Quillota de Chile y en 1986 volvió a Uruguay para jugar en Sportivo Italiano. En 1987 jugó en El Tanque Sisley y en 1988 en Liverpool. Emigró a Guatemala en 1989 para jugar en Juventud Retalteca y entre 1990 y 1991 en Comunicaciones. Regresó a Uruguay al año siguiente para jugar en el Club Lavalleja de la ciudad de Treinta y Tres. En 1993 jugó en Fénix y se retiró en El Tanque Sisley en 1995.
Debutó como entrenador en Miramar Misiones, al que dirigió por tres partidos de primera división en 1996. Fue entrenador asistente de la Asociación Uruguaya de Fútbol en 1998 y de River Plate en 1999.
Volvió a dirigir a Miramar Misiones en 2002 y logró el ascenso a Primera después de ganar las finales a Sud América. Al año siguiente logró la clasificación a la Liguilla Pre-Libertadores de América. En enero de 2004 sustituyó a Gerardo Pelusso al frente de Cerro y en febrero obtuvo la Copa Ciudad de Salto al vencer 4 a 1 a Paysandú Fútbol Club. Fue sustituido en agosto por Mario «Gato» Silva.
En 2005 fue entrenador del proyecto de fútbol infantil de la Organización Nacional de Fútbol Infantil (ONFI). Entre marzo de 2006 y 2009 dirigió a la selección uruguaya sub-17. Participó en el Campeonato Sudamericano Sub-17 de 2007 en Ecuador, obtuvo el tercer puesto en el Campeonato Sudamericano Sub-17 de 2009 en Chile y el quinto puesto en la Copa Mundial de Fútbol Sub-17 de 2009 disputada en Nigeria.
Por tercera vez dirigió a Miramar Misiones a inicios del Torneo Apertura 2010, renunció el 15 de noviembre de 2010 y fue sustituido por Carlos Laje Moreno. A partir de marzo de 2011 fue el primer técnico extranjero en dirigir al segundo equipo del Caracas Fútbol Club de Venezuela. En agosto de 2013 pasó a ser entrenador asistente de Diego Aguirre en el Al-Rayyan de Catar, equipo que en septiembre logró la Copa del Jeque Jassem. Allí también dirigió al segundo equipo. En 2014 fue entrenador asistente de otro club catarí, el Al-Gharafa. Entre febrero y agosto de 2015 fue entrenador asistente de Sergio Markarian, quien estaba al frente de la selección de fútbol de Grecia.
El 24 de noviembre de 2020, como director técnico del Club Sportivo Cerrito desde la segunda rueda de 2019, obtuvo frente a Villa Española el campeonato de Segunda División y el ascenso a Primera División.

## Estadísticas como entrenador
| Club             | País          | Año           | J   | G  | E  | P  | GF  | GC  | DG  | Rendimiento |
| ---------------- | ------------- | ------------- | --- | -- | -- | -- | --- | --- | --- | ----------- |
| Miramar Misiones | Uruguay       | 2010          | 12  | 2  | 3  | 7  | 15  | 16  | -1  | 25%         |
| Miramar Misiones | Uruguay       | 2018          | 13  | 4  | 5  | 4  | 15  | 16  | -1  | 43.59%      |
| Cerrito          | Uruguay       | 2019-2021     | 62  | 26 | 16 | 20 | 82  | 70  | +12 | 50.54%      |
| Atenas           | Uruguay       | 2022          | 19  | 6  | 5  | 8  | 21  | 22  | -1  | 40.35%      |
| Cerrito          | Uruguay       | 2022-Act.     | 24  | 7  | 4  | 13 | 28  | 44  | -14 | 34.73%      |
| Total carrera    | Total carrera | Total carrera | 130 | 45 | 33 | 52 | 161 | 168 | -7  | 43.08%      |

## Clubes

### Como jugador
| Club                                         | País      | Año         |
| -------------------------------------------- | --------- | ----------- |
| Club Atlético Peñarol                        | Uruguay   | 1980 - 1983 |
| River Plate Football Club                    | Uruguay   | 1984        |
| San Luis de Quillota                         | Chile     | 1985        |
| Deportivo Italiano Football Club del Uruguay | Uruguay   | 1986        |
| El tanque Sisley                             | Uruguay   | 1987        |
| Liverpool Fútbol Club                        | Uruguay   | 1988        |
| Club Social y Deportivo Juventud Retalteca   | Guatemala | 1989        |
| Comunicaciones Fútbol Club                   | Guatemala | 1990- 1991  |
| Lavalleja Fútbol Club                        | Uruguay   | 1992        |
| Centro Atlético Fénix                        | Uruguay   | 1993        |
| El tanque Sisley                             | Uruguay   | 1995        |

### Otros cargos
| Club                          | País    | Año        | Rol                    |
| ----------------------------- | ------- | ---------- | ---------------------- |
| Selección Uruguaya de Fútbol  | Uruguay | 2006- 2010 | Coordinador de Cantera |
| Selección de fútbol de Grecia | Grecia  | 2013       | AT de Sergio Markarián |

### Como entrenador
| Club                           | País      | Años          |
| ------------------------------ | --------- | ------------- |
| Club Sportivo Miramar Misiones | Uruguay   | 2000- 2003    |
| Club Atlético Cerro            | Uruguay   | 2004          |
| Club Sportivo Miramar Misiones | Uruguay   | 2018          |
| Club Sportivo Cerrito          | Uruguay   | 2019- 2021    |
| Club Atlético Atenas           | Uruguay   | 2022          |
| Club Sportivo Cerrito          | Uruguay   | 2022- 2023    |
| Metropolitanos Fútbol Club     | Venezuela | 2025-presente |